# Antal Kunder
Antal Kunder, född 17 januari 1900 i Nagykároly, död 4 december 1968 i Rio de Janeiro, var en ungersk ingenjör och politiker. 

## Biografi
Antal Kunder avlade examen vid kadettskolan Ludovika Akadémia i Budapest. År 1924 avlade han ingenjörsexamen vid Budapests universitet. Under Gyula Gömbös regering (1932–1936) var Kunder bland annat ordförande för utrikeshandelsverket.
I september 1938 utnämndes Kunder till handelsminister i Béla Imrédy regering; denna post innehade han även under Pál Teleki, tills han efterträddes av József Varga i oktober 1939. Efter Tysklands ockupation av Ungern i mars 1944 var Kunder minister för handel och transport i Döme Sztójays marionettministär från den 22 mars till den 7 augusti 1944.
Efter andra världskriget ställdes Kunder tillsammans med Döme Sztójay, Lajos Szász, Lajos Reményi-Schneller och Jenő Rátz i mars 1946 inför rätta för krigsförbrytelser och högförräderi. Kunder dömdes till döden genom arkebusering, men straffet omvandlades emellertid till livstids fängelse. Kunder frisläpptes dock redan 1956.